# Монте-Кристо (пьеса)
«Монте-Кристо» (фр. Monte-Cristo) — драма в двух частях французского писателя Александра Дюма-отца, написанная им совместно с Огюстом Маке на основе романа «Граф Монте-Кристо» и впервые поставленная на сцене в 1848 году. Стала первой частью драматической трилогии, в которую вошли также пьесы «Граф де Морсер» (1851) и «Вильфор» (1851).

## Сюжет
В пьесе используется сюжетный материал из романа «Граф Монте-Кристо», публиковавшегося в 1844—1845 годах и имевшего огромный успех. Молодой моряк из Марселя Эдмон Дантес в 1815 году попадает в тюрьму из-за доноса трёх завистников и проводит в заключении 14 лет. Он совершает побег, становится обладателем несметного богатства благодаря кладу, о котором ему рассказал товарищ по несчастью аббат Фариа, и начинает мстить своим врагам. Авторы пьесы внесли ряд изменений в исходный сюжет: например, Данглар, один из ключевых персонажей романа, в пьесе почти не появляется.

## История текста
Пьеса была написана Александром Дюма совместно с Огюстом Маке — его соавтором по ряду романов, включая «Графа Монте-Кристо». Для постановки её разбили на две части. Премьера прошла в парижском Историческом театре 3 и 4 февраля 1848 года, причём оба спектакля продолжались до глубокой ночи. В числе первых зрителей был Теофиль Готье, написавший позже: «Все расходились с твёрдым намерением вернуться завтра. Ночь и следующий день казались всего-навсего досадно затянувшимся антрактом. На втором вечере зрители уже здоровались, знакомились, вступали в разговоры… Каждый старался устроиться поудобнее, расположиться с комфортом — словом, чувствовал себя жильцом, а не зрителем… Когда занавес упал в последний раз, из груди всех присутствующих единодушно вырвался вздох сожаления: „Как, уже? Расстаться так скоро, пробыв вместе всего два дня? Неужели великий Александр Дюма и неутомимый Маке так мало верят в нас? Да мы бы отдали им всю неделю…“».
«Монте-Кристо» стал первой частью драматической трилогии, которую продолжили в 1851 году драмы «Граф де Морсер» и «Вильфор». В 1867 году Дюма и Маке создали новую версию пьесы, сократив её вдвое. Однако из-за лаконичной подачи материала и исчезновения ряда важных эпизодов она выглядела скорее как пролог. В 1894 году Эмиль Блаве создал единый спектакль по трилогии, который четыре вечера подряд шёл в театре Порт-Сен-Мартен. При этом все пьесы подверглись заметным изменениям.
Литературоведы видят в «Монте-Кристо» предшественника «мыльных опер» XX века. Совместная работа над пьесой Дюма и Маке показана во французском художественном фильме «Другой Дюма» (2009).